# Суперництво хіп-хопу Східного та Західного узбереж
Суперництво між Східним та Західним узбережжям було ворожнечею між артистами та фанатами хіп-хопу Східного узбережжя та хіп-хопу Західного узбережжя у Сполучених Штатах, особливо з середини 1990-х років. У центрі ворожнечі були репер Східного узбережжя The Notorious B.I.G. (і його нью-йоркський лейбл, Bad Boy Records) і репер Західного узбережжя Тупак Шакур (і лос-анджелеський лейбл Шуга Найта, Death Row Records, частиною якого він був), які були вбиті під час стрілянини з автомобіля, що проїжджав повз. Орландо Андерсон (він же Бейбі Лейн) був звинувачений у вбивстві Шакура, але він був застрелений навесні 1998 року. Відставний детектив поліції Лос-Анджелеса Грег Кадінг під час розслідування встановив, що The Notorious BIG був застрелений Уорделлом «Пучі» Фаусом (англ. Wardell «Poochie» Fouse), партнером Шуга Найта, який помер 24 липня 2003 року, після пострілу в спину під час їзди на мотоциклі в Комптоні. Кадінг вважає, що Найт найняв Пучі через свою подругу, «Терезу Свон», щоб убити Уоллеса як помсту за смерть Шакура, який, як стверджує Кадінг, був убитий за наказом Шона «Puff Daddy» Комбза.

## Передісторія
Хіп-хоп як субкультура виник у 70-х на вулицях Нью-Йорка, внаслідок чого протягом 80-х років хіп-хоп Східного узбережжя залишався провідним стилем жанру. Але наприкінці 80-х увагу аудиторії поступово схиляється до реперів з Каліфорнії, з яких найпопулярнішими стали Ice-T, MC Hammer і N.W.A. Це викликало невдоволення східних реперів, які й розв'язали ворожнечу; У 1991 році репер Tim Dog випустив трек «Fuck Compton» який був дисом на групу N.W.A. та інших виконавців з Каліфорнії, в тому числі і DJ Quik. Репер із Комптону Tweedy Bird Loc випускає свій дис під назвою «Fucc The South Bronx» у відповідь Tim Dog'у.
Наприкінці 1992 року репер та бітмейкер Dr. Dre випустив на лейблі Death Row свій дебютний альбом The Chronic, який наступного року отримав статус триплатинового. Наприкінці 1993 року на тому ж лейблі був випущений дебютний альбом протеже Доктора Дре  - репера з Лонг-Біч Snoop Dogg'а - Doggystyle, який отримав статус мультиплатинового. Таким чином, до початку 1994 року Death Row, очолюваний Дре і Шугом Найтом, зайняв лідируючу позицію на Західному узбережжі.

## Конфлікт узбереж

### Bad Boy проти Death Row
У 1993 році репер Puff Daddy заснував у Нью-Йорку звукозаписну студію Bad Boy Records. Наступного року на лейблі дебютували молодий репер із Брукліна The Notorious B.I.G. (відомий також як Biggie Smalls) та Craig Mack, роботи яких здобули комерційний успіх і, здавалося, оживили хіп-хоп Східного узбережжя.
У цей час каліфорнійський репер Тупак (народжений у Нью-Йорку), який був основним конкурентом Ноторіуса, публічно звинуватив того і його продюсера Шона Комбса в нападі, скоєному на Тупака в нью-йоркській студії звукозапису 30 листопада 1994 року. Тоді ж була випущена композиція Біггі «Who Shot Ya?», яка була записана на зворотному боці синглу «Big Poppa», записаного ще до замаху (як стверджували Біггі і Комбс), проте більшість реперів сприйняла цей трек як глузування з Тупака.
У серпні 1995 року власник Death Row Шуг Найт на церемонії Source Awards у своїй промові вимовив кілька фраз які прямо зачіпали творчість Комбса. І хоча його мова була освистана публікою, це послугувало початком конфлікту лейблів.
Напруга розжарилася на вечірці продюсера з Атланти Джермейна Дюпрі, на якій були присутні власники обох лейблів. Там близький друг Найта був поранений пострілом у руку, і власник Death Row звинуватив Комбса у причетності до злочину. У тому ж році Найт заплатив заставу в 1,4 млн. доларів за Тупака, який був ув'язнений. У жовтні репер приєднався до Death Row у його ворожнечі з Bad Boy.

### 2Pac і Biggie Smalls
|                                        | Who shot ya? Separate the weak from the obsolete, hard to creep them Brooklyn streets. |
| — The Notorious B.I.G., “Who Shot Ya?” |                                                                                        |

|                      | Who shot me? But ya punks didn't finish now you 'bout to feel the wrath of a menace… Nigga, I hit ‘em up! |
| — 2Pac, “Hit 'Em Up” | |

Тупак спільно з гуртом Outlawz випустив трек «Hit 'Em Up», який був дисом не тільки на артистів Bad Boy але й інших ворогів Шакура - Mobb Deep, Chino XL, Lil' Kim. Протягом 1995-1996 років Шакур випустив ще кілька дисів на Біггі та його друзів, у яких прямо подівались і інші нью-йоркські репери - Nas, Jay-Z, LL Cool J та інші. У тандемі з Тупаком виступали його соратники з лейблу - Snoop Dogg, Tha Dogg Pound та інші. В результаті конфлікт двох реперів переріс у війну узбереж, у якій брали участь навіть фанати виконавців.
У відповідь на Тупака було надіслано дуже багато дисів із боку східних реперів. 7 вересня 1996 року в Лас-Вегасі він потрапив у сутичку з Орландо Андерсоном - членом банди Southside Compton Crips; після цього на нього було скоєно замах, і 13 вересня репер, не приходячи до тями, помер.
Здавалося, ворожнеча між узбережжями пішла на спад, але 9 березня 1997 року був убитий Біггі - так само, як і його суперник, в "драйв-бай" (обстріл з машини).

## Закінчення конфлікту
Вбивство Біггі привернув увагу громадськості до так званої «реп-війни» і закликало до примирення обох сторін. Репери обох узбереж, такі як Snoop Dogg, Chuck D, Doug E. Fresh та інші, відвідали зустріч на вищому рівні, проведену Луїсом Фарраханом в Чикаго, де вони підписали договір єдності, який включав об'єднаний тур і альбом.
Згодом неодноразово наводилися версії вбивства реперів — серед убивць Тупака називали Орландо Андерсона, людей Комбса та насамперед Шуга Найта. Серед убивць Біггі називали його охоронців; Шуг Найт заявив про те, що саме він замовив репера. Проте досі ці злочини не розкрито.